# Stadtbredimus
Stadtbredimus (Luxemburgs: Stadbriedemes) is een gemeente in het Luxemburgse kanton Remich. De gemeente heeft een totale oppervlakte van 10,17 km² en telde 1375 inwoners op 1 januari 2007. Wijnbouw is de belangrijkste economische activiteit.
Reeds in de Keltische tijd was hier een dorp gelegen; in de Romeinse tijd liep de belangrijke route Metz-Dalheim hier via een brug naar Trier.

## Plaatsen in de gemeente
- Greiveldange
- Stadtbredimus

## Ontwikkeling van het inwoneraantal
| Jaar                              | 2001 | 2002 | 2003 | 2004 | 2005 |
| --------------------------------- | ---- | ---- | ---- | ---- | ---- |
| Inwoneraantal                     | 1249 | 1236 | 1277 | 1264 | 1281 |
| Opmerking: tellingen op 1 januari |      |      |      |      |      |